# 佐々木春乃
佐々木 春乃（ささき はるの、1995年2月26日 - ）は、富山県富山市出身のハンドボール選手。Bundesligisten Borussia Dortmund所属。

## 経歴
富山市立堀川中学校時代は日本代表U-16に選出。2008年のJOCジュニアオリンピックカップでは優秀選手に、2009年にはオリンピック有望選手に選ばれている。
高岡向陵高等学校時代は1年生ながら高校生で唯一日本代表U-20に選出。日本代表U-18にも選出され、女子ユース世界選手権に出場。2012年の第63回全日本高等学校ハンドボール選手権大会では準々決勝で敗退した。
高校卒業後は大阪体育大学へ進学。全日本学生ハンドボール選手権大会で二度優勝を果たし、優秀選手賞に二度選出。2013年には日本代表U-20・U-22に選ばれており、第1回U-22東アジア選手権に出場。
2017年1月に大体大の同期である松本ひかる、秋山なつみと共に日本ハンドボールリーグの北國銀行ハニービーへ加入。背番号は「23」。2月18日のオムロン戦でデビュー。1得点を挙げた。2016-17年シーズンは4試合に出場。広島メイプルレッズとのプレーオフ決勝では1得点を挙げている。シーズン終了後の第7回全日本社会人ハンドボール選手権大会では最優秀新人賞を受賞。7月に行われた日韓定期戦で日本代表に選出された。
2017-18年シーズンから背番号を「10」へ変更。同シーズンはリーグ10位タイのフィールド得点（74得点）を記録し、最優秀新人賞を受賞した。
2018-19年シーズンはリーグ5位の113得点を記録し、ベストセブン賞を受賞。
2019年の第9回社会人選手権では最優秀選手賞を受賞した。

## 詳細情報

### 年度別成績
| 年       | チーム   | 試合 | フィールド 得点 | 率   | 7m  | 合計    | 警告 | 退場 | 失格 |
| -------- | -------- | ---- | --------------- | ---- | --- | ------- | ---- | ---- | ---- |
| 2016-17  | 北國銀行 | 4    | 2/9             | .222 | 1/1 | 3/10    | 0    | 0    | 0    |
| 2017-18  | 北國銀行 | 24   | 74/139          | .532 | 0/0 | 74/139  | 4    | 5    | 0    |
| 2018-19  | 北國銀行 | 24   | 113/198         | .571 | 0/0 | 113/198 | 3    | 3    | 0    |
| JHL：3年 | JHL：3年 | 52   | 189/346         | .546 | 1/1 | 190/347 | 7    | 8    | 0    |

- 各年度の太字はリーグ最高

### タイトル・表彰

#### 日本ハンドボールリーグ
- ベストセブン賞：1回 (2018年)
- 最優秀新人賞 (2017年)

#### 社会人選手権
- 最優秀選手賞：1回 (2019年)
- 最優秀新人賞 (2017年)

#### その他大会・選手権
- 東アジアクラブ選手権ベストセブン：1回 (2019年)

### 記録

#### 日本ハンドボールリーグ
- フィールドゴール初得点：2017年2月18日、対オムロン戦（天草市民センター）[11]
- 7mスロー初得点：2017年2月25日、対HC名古屋戦（マエダハウジング東区スポーツセンター）[20]

### 背番号
- 23 (2017年)
- 10 (2017年 - )

## 代表歴

### 日本代表
- 世界選手権 (2017年)
- ジャパンカップ (2017年・2019年)
- 日韓定期戦 (2017年・2019年)
- 欧州遠征 (2019年)

#### 大会別成績
| 年     | 大会       | 対戦国                  | フィールド 得点 | 率    | 7m  | 合計 | 警告 | 退場 | 失格 |
| ------ | ---------- | ----------------------- | --------------- | ----- | --- | ---- | ---- | ---- | ---- |
| 2017年 | 世界選手権 | ブラジル戦 (予選)       | 0/3             | .000  | 0/0 | 0/3  | 0    | 0    | 0    |
| 2017年 | 世界選手権 | デンマーク戦 (予選)     | 2/2             | 1.000 | 1/1 | 3/3  | 0    | 0    | 0    |
| 2017年 | 世界選手権 | モンテネグロ戦 (予選)   | 3/4             | .750  | 0/0 | 3/4  | 0    | 0    | 0    |
| 2017年 | 世界選手権 | ロシア戦 (予選)         | 2/3             | .667  | 1/2 | 3/5  | 0    | 0    | 0    |
| 2017年 | 世界選手権 | チュニジア戦 (予選)     | 3/3             | 1.000 | 0/0 | 3/3  | 0    | 0    | 0    |
| 2017年 | 世界選手権 | オランダ戦 (決勝T1回戦) | 1/4             | .250  | 0/0 | 1/4  | 0    | 0    | 0    |

### 日本代表U-24
- 世界学生選手権 (2016年)

### 日本代表U-22
- U-22東アジア選手権 (2013年)

### 日本代表U-20
- ジュニア世界選手権 (2010年・2014年)
- ジュニアアジア選手権 (2013年)

### 日本代表U-18
- ユース世界選手権 (2012年)
- ユースアジア選手権 (2011年)

### 日本代表U-16
- 日韓スポーツ交流 (2009年・2010年)